# Conostegia plumosa
Conostegia plumosa är en tvåhjärtbladig växtart som beskrevs av Louis Otho Otto Williams. Conostegia plumosa ingår i släktet Conostegia och familjen Melastomataceae.
Artens utbredningsområde är Belize. Inga underarter finns listade i Catalogue of Life.